# 豆腐糕

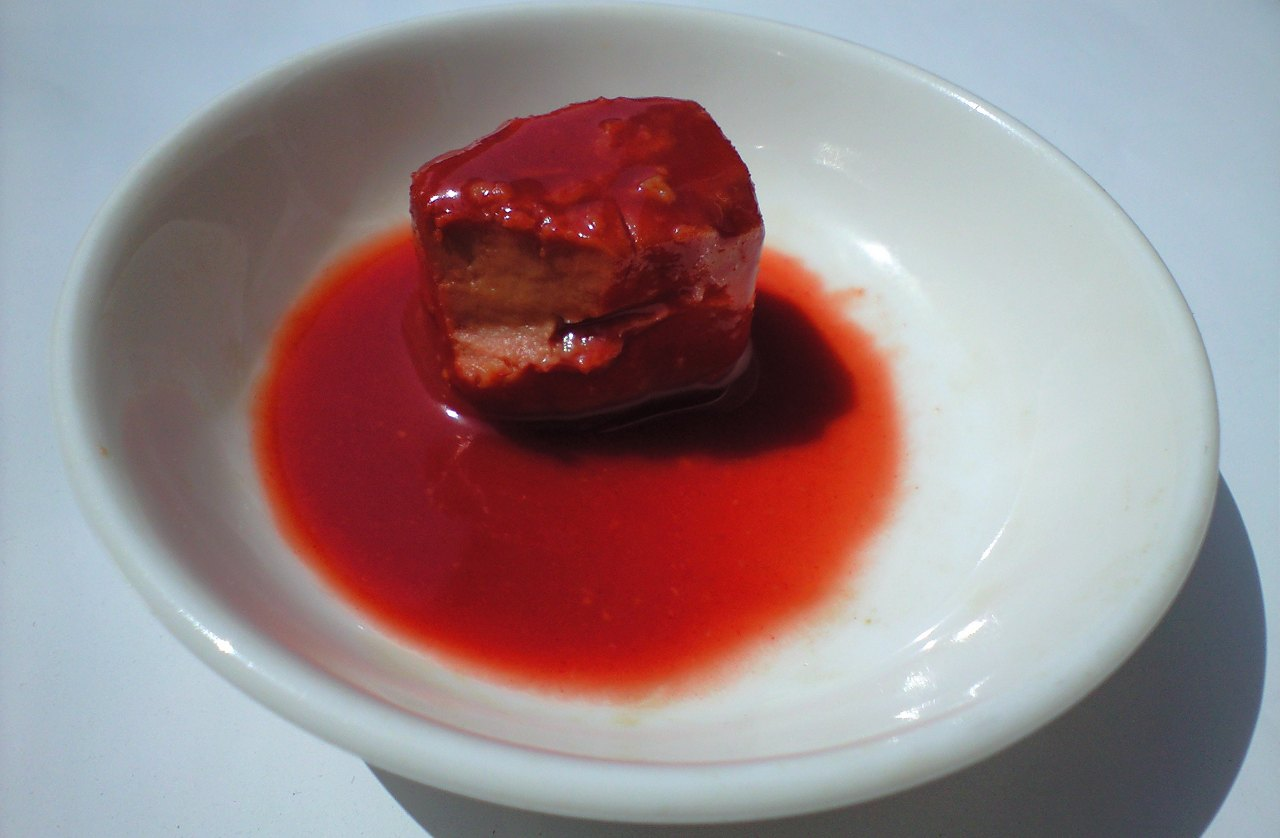
豆腐糕

豆腐糕（又名唐芙蓉）是沖繩料理的一種，即琉球式的腐乳。

## 概要
豆腐糕是利用島豆腐加上米麴、紅麴、泡盛發酵而成的食品。源于明朝时期由中国传入琉球国的豆腐乳。